# Лапіо
Лапіо (італ. Lapio) — муніципалітет в Італії, у регіоні Кампанія,  провінція Авелліно.
Лапіо розташоване на відстані близько 230 км на південний схід від Рима, 65 км на схід від Неаполя, 16 км на північний схід від Авелліно.
Населення — 1585 осіб (2014).
Щорічний фестиваль відбувається 29 квітня. Покровитель — святий Петро martire.

## Демографія
Населення за роками:

Станом на 1 січня 2023 року в муніципалітеті офіційно проживало 13 іноземців з 5 країн, серед них 5 громадян країн Євросоюзу та 6 громадян України.

## Сусідні муніципалітети
- Кандіда
- К'юзано-ді-Сан-Доменіко
- Луогозано
- Монтефальчоне
- Монтемілетто
- Паролізе
- Сан-Манго-суль-Калоре
- Тауразі